# Charles Anderson (jahač)
‎
Charles Anderson, američani jahač in častnik, * 24. oktober 1914, † 27. marec 1993, Frankfurt ob Majni, Nemčija. 
Anderson je bil jahač poletnih olimpijskih igrah 1948.